# Соколов, Егор Тимофеевич
Его́р Тимофе́евич Соколо́в (1750—1824) — русский архитектор и инженер-строитель, представитель классицизма, академик Императорской Академии художеств.

## Биография
Родился 3 (14) ноября 1750 года в Петергофе. 
Обучался при Канцелярии от строений, работая на дворцовых постройках в Петергофе. В Петергофе юноша известен был как Тимофеев, по имени своего отца и только в 1778 году, обретя известную самостоятельность, он обратился с прошением на имя императрицы Екатерины II с просьбой именоваться ему Соколовым. Распоряжение о переименовании Е. Тимофеева последовало 21 июня того же года.
В 1776—1786 годах он был помощником архитектора Ю. М. Фельтена на строительстве главного корпуса Академии художеств. В 1786 году был назначен в архитекторы и признан «назначенным в академики» и получил задачу «Сделать прожект Сенату, длиною местоположение главной стороны к монументу Петра I сорок пять сажен, шириною по Неве реке 35 сажен. С трёх сторон оное место открытое, а четвёртая к соседней стене, подъезды были бы со всех трёх открытых сторон, высотой на всех сторонах 10 сажен, в три этажа, кроме погребов, в котором расположить 4 департамента с их обер-прокурорскими, тайною экспедицией, герольдмейстерскую контору, архив, типографию, кордегардию, чистый двор, два двора для дров». Был избран в академики.
Фельтен же дал следующую характеристику своему помощнику:

«…г-н Соколов весьма искусный и знающий архитектор, которой за долговременную практику как при строении императорской Академии художеств, так и многих партикулярных домов приобрёл большие познания и которому можно поручить произведение важных строений…»— РГАДА, разр. Х, д. 665, л. 466, 1793 г.
С 1786 году руководил постройкой по проекту архитектора И. Е. Старова дворца в Пелле (не сохранился), с 1792 года помогал Д. Кваренги возводить Александровский дворец в Царском Селе. Со Старовым работал также в Гатчине и Царском Селе.
В 1790-х годах перестраивал Аничков дворец, Мраморный дворец, дворец в Ропше. В 1797—1800 годах участвовал в возведении Михайловского замка. В 1803 году перестраивал здание Почтамта. Наиболее значительная работа Соколова — угловой корпус Императорской Публичной библиотеки (1795—1801) — образец зрелого классицизма.
В 1810-е годы Соколов осуществил одни из первых архитектурных опытов производственного строительства в России: строил Полотняную мануфактуру в Красном Селе и проектировал Бумажную фабрику при Гранильной мельнице в Петергофе.
Кавалер ордена Св. Владимира 4-й степени. В 1782 году получил чин титулярного советника, в 1786 году — коллежского асессора, в 1798 году — коллежского советника, а в 1804 году — статского советника.
Умер 18 (30) мая 1824 года в Санкт-Петербурге. Похоронен на Волковском православном кладбище с супругой Татьяной Ивановной (1754—1838).

## Работы
Сохранились следующие здания, выстроенные по проектам Соколова (некоторые перестроены):
- Северный флигель при Армянской церкви на Невском проспекте, 40 (1794—1798)[5];
- Тихвинская церковь (Путилово) (1784—1787) в селе Путилово, близ Новой Ладоги;
- Дом И. Л. Лазарева на Итальянской улице, 13 (1799—1802) — ныне здесь находится Санкт-Петербургский театр музыкальной комедии[6];
- Собственный особняк на набережная канала Грибоедова, 105 (1788—1790)[7];
- Императорская Публичная библиотека на Невском проспекте, 37 (1796—1801)[8].